# كورتيس آر-600

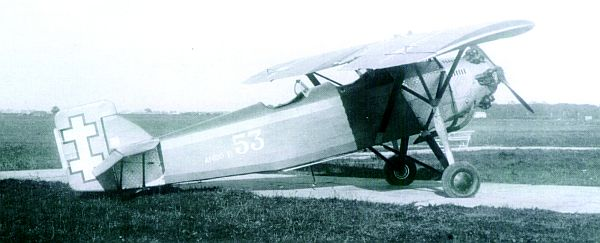
أنيبو 6

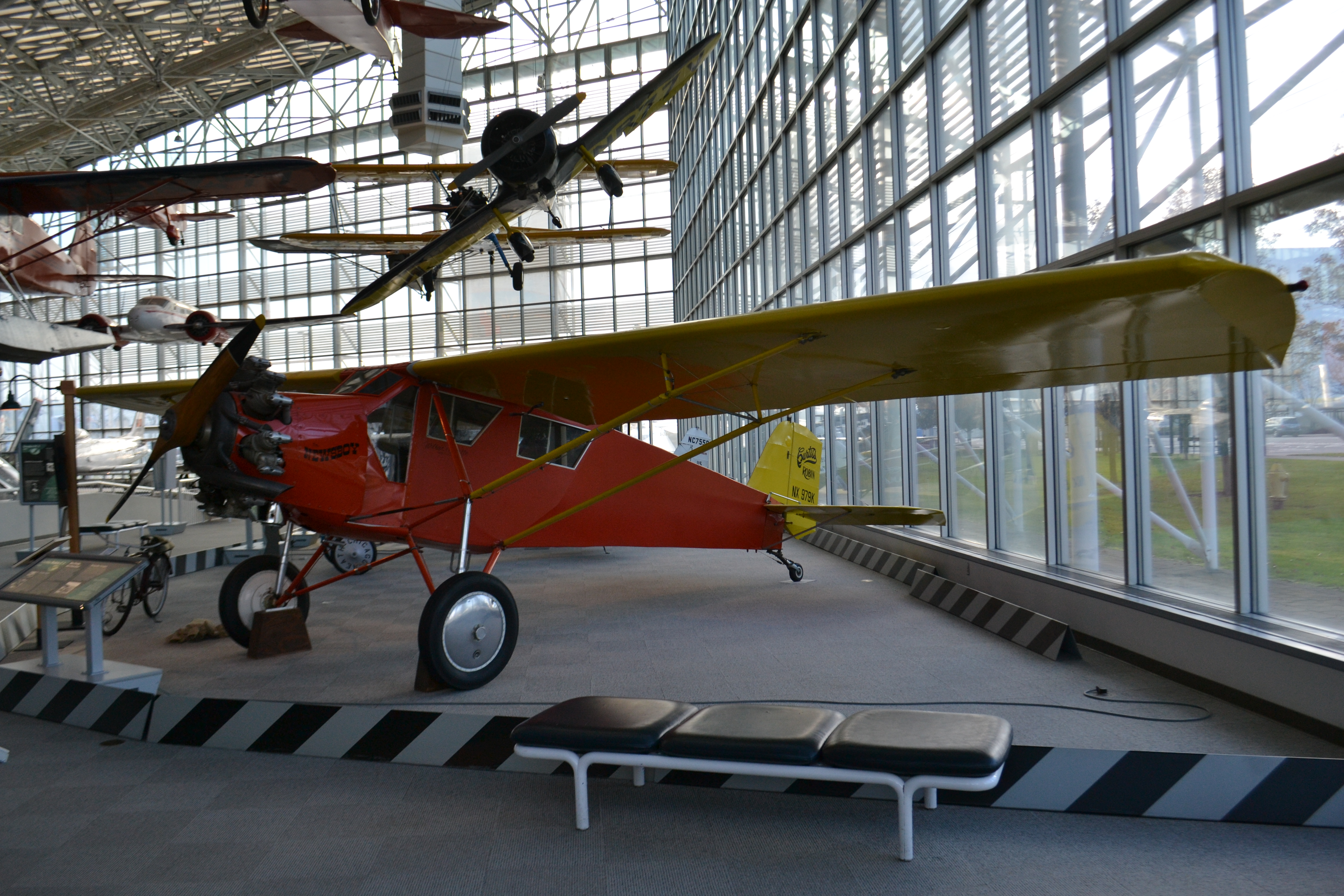
كورتيس روبين

 كورتيس آر-600 تشالنجر محرك مكبسي نصف قطري، يحتوي على 6 إسطوانات مرتبة في صفين و يتم تبريده بالهواء.
تم تصنيع المحرك في اواخر العشرينات من القرن العشرين (1920) في الولايات المتحدة الأمريكية، لاستخدامه في الطائرات.
تبلغ قدرة المحرك 180 حصان (134 كيلو وات) و ذلك عند سرعة 2000 دورة/دقيقة.

## التطبيقات
- طائرة أنيبو 6
- طائرة كورتيس روبن
- ريروين 2000

## المواصفات

### مواصفات عامة
- النوع: محرك مكبسي نصف قطري، 6 اسطوانات في صفين.
- قطر الأسطوانة: 5.125 بوصة (130.2 مم).
- طول الشوط:4.875 بوصة (123.8 مم).
- الحجم المزاح: 603.4 بوصة تكعيب (9.89 لتر).
- الوزن الأساسي: 420 باوند (190.5 كغم).

### المكونات
- نظام التبريد: تبريد هواء.

### الأداء
- القدرة الناتجة: 180 حصان (134 كيلو وات ) عند سرعة دوران مقدارها 2000 دورة/دقيقة.